# 张敬达
张敬达（9世纪—936年12月25日），字志通，小字生铁，中国五代十国时期政权后唐将领。后唐末年，河东节度使石敬瑭反叛后唐末帝李从珂，张敬达率军讨伐之，但被石敬瑭和辽太宗联军所败。副帅杨光远后杀死他并投降，后唐因而灭亡。

## 家世和效力李存勖
张敬达生年不详，代州人氏。父张审，素有勇，效力唐朝末年大军阀河东节度使晋王李克用为列校，历任厅直军使。唐朝灭亡后，李克用死，张审继续效力李克用之子和继承人李存勖。
天祐二十年（923年），李存勖称后唐皇帝。同光（923年—926年）初年，张审死于军中。其时张敬达已因善骑射知名，李存勖闻之，召他继承父职。李存勖灭大敌后梁并兼并其地后，因张敬达参战有功，加检校工部尚书。

## 效力李嗣源
同光四年（926年），李存勖死于京城洛阳的一场兵变，养兄李嗣源为帝。张敬达历捧圣指挥使、检校尚书左仆射。后改河东马步军都指挥使，超授检校司徒，领钦州刺史（只是荣衔，因钦州在南汉治下）。天成四年（929年），改彰国军节度使。长兴元年（930年），迁大同军节度使。三年（932年），加检校太保。当时契丹军常南下后唐境内牧马，张敬达在边境聚兵，契丹军不敢犯其境，边民依赖他的保护。四年（933年），为武宁军节度使。

## 李嗣源死后
后李嗣源的养子李从珂为帝。清泰二年（935年）七月，李嗣源婿河东节度使、北面总管石敬瑭在忻州统大军以备契丹入侵时，军士对他呼万岁，石敬瑭害怕，斩带头呼万岁的挟马都将李晖等三十六人，但原本就怀疑他的李从珂因而愈发疑心。于是李从珂任张敬达为北面行营副总管，率军屯代州，以分石敬瑭之权。十一月，张敬达被移镇到建雄军，依前充大同、振武、威塞、彰国等军兵马副总管。
三年（936年），为了试探李从珂对自己的态度，石敬瑭请求移镇。五月，李从珂认为一旦移镇，石敬瑭必叛，但他能够打败石敬瑭，于是下诏移镇石敬瑭于天平军，迁近臣马军都指挥使、河阳节度使宋审虔于河东。他还命张敬达为大同、彰国、振武、威塞等军蕃汉马步军都部署，去河东敦促石敬瑭移镇。石敬瑭遂叛，表称李从珂为养子，不应为帝，请他传位给李嗣源亲生幼子许王李从益。李从珂以张敬达兼太原四面排陈使、太原四面兵马都部署，义武节度使杨光远为副部署，率军五十万讨石敬瑭。又以张敬达知太原行府事。又以张敬达为太原四面都招讨使，杨光远为副。
张敬达军三万在晋安乡扎营，然而西北先锋马军都指挥使安审信与石敬瑭有旧，率五百骑叛奔之。七月，张敬达发怀州彰圣军戍虎北口，手下指挥使张万迪又率五百骑奔河东。八月，张敬达筑长围以攻河东军部太原。但石敬瑭所任马步都指挥使刘知远却看出张敬达没有奇策，不足虑。当时石敬瑭也已得契丹太宗于仲秋前来相救的许诺，李从珂闻讯，要张敬达急攻，张敬达造五龙桥攻城，但因多有风雨，平地水深数尺，围城工事被淋坏不能合拢，虽然太原开始缺粮，却不能攻克。石敬瑭曾派骑军三十队、步卒三千人冲击围城工事，被张敬达部下左排阵使高行周袭杀入壕，溺死大半，石敬瑭部将安小喜以下百余人和甲马一百八十匹被擒。石敬瑭将守城之事交给手下客将景延广，景延广守城很有功劳。
九月，契丹太宗与西南边大详稳耶律鲁不古、高模翰、惕隐耶律洼等率五万骑来救石敬瑭，在太原城西北山下遇到张敬达军。两军交战之际，契丹以轻骑三千示弱诈退，渡过汾水，待唐军沿岸追击时，从东北发伏兵冲断唐军为二。渡过汾水的半数唐军多被歼灭，步兵死者近万，而未渡水的骑兵则没有损伤。有千余军投降石敬瑭，石敬瑭准备置于亲卫，而刘知远尽杀之。奉圣都虞候王景以所部投降石敬瑭。张敬达率余部退到太原附近的晋安寨，与契丹再战时杀死契丹五院夷离堇耶律敌鲁古，但又被高模翰所败，并被其献俘。契丹南院夷离堇耶律颇德领轻骑袭潞州，塞张敬达军饷道。契丹、河东军围张敬达军，从晋安寨南开始，长百馀里，宽五十里，四面用毛索挂铃并放狗巡视，人不能偷过，张敬达军中乘夜而出的士兵都被擒，军队与朝廷的联系也断绝，朝廷大惊。
张敬达军尚有五万人，马一万匹，被围数月，几次在部下左右排阵使高行周、符彦卿统领下试图突围都未果。马粮和粮食都耗尽。李从珂派来的救兵赵延寿屯团柏谷、范延光屯辽州，距离晋安寨都只有百余里，却都怀有二心不肯相救。吏部侍郎龙敏对李从珂亲将李懿献计请求选御前一千壮马精甲健儿，亲自与陈州刺史当时勇将郎万金从介休路出山，夜冒敌骑，循山入晋安寨，只要有半数入寨，消息不通的张敬达一旦知道朝廷大军正在团柏谷中，一定能突围，时人认为龙敏有壮志，但李从珂不能用。张敬达性刚，相信其他唐将会来救。杨光远和马军都指挥使安审琦劝他投降，他答：“我受明宗（李嗣源）及今上厚恩，作为元帅而战败，罪过已大，何况降敌！现在援兵早晚到来，我们应当姑且等待之。如果真的力尽势穷了，诸军再斩我首级出降来自求多福也不算晚。”此后杨光远便意欲让安审琦一同杀张敬达，但安审琦不忍。高行周有所察觉，常引壮骑尾随张敬达意欲保护，但张敬达不知其用意，反而生疑，高行周不敢跟随了。诸将每天早上在招讨使营集合，闰十一月，一日杨光远先到，见张敬达左右无人，就斩张敬达首级，以军降契丹太宗。太宗嘉奖张敬达的忠诚，下令以礼收葬祭拜，并对下属们说：“你们作为人臣，应该效仿张敬达。”当时张敬达军尚有马五千匹，与投降军队都被赐给石敬瑭统领。李从珂闻其死，也伤心很久。北面行营马军都指挥使康思立奉命去救张敬达，未至，张敬达已死，杨光远已降。
石敬瑭称帝为后晋高祖后，将张敬达的田宅都赐给张敬达的妻儿。当时议者认为后晋已得天下却不给张敬达这样的近世忠臣追封官爵并予以表彰，不是激忠之道。

## 延伸阅读
[在维基数据编辑]
 《舊五代史·卷70》，出自薛居正《舊五代史》
 《新五代史·卷33》，出自歐陽修《新五代史》